# Eulithis contraria
Eulithis contraria är en fjärilsart som beskrevs av Heydemann 1938. Eulithis contraria ingår i släktet Eulithis och familjen mätare. Inga underarter finns listade i Catalogue of Life.